# (12898) Mignard
(12898) Mignard est un astéroïde de la ceinture principale.

## Description
(12898) Mignard est un astéroïde de la ceinture principale. Il fut découvert le 14 septembre 1998 à la station Anderson Mesa par le programme LONEOS. Il présente une orbite caractérisée par un demi-grand axe de 3,18 UA, une excentricité de 0,15 et une inclinaison de 6,4° par rapport à l'écliptique.

## Compléments